# Ma Mya Ching
Ma Mya Ching est une femme politique de Bandarban appartenant au Parti nationaliste du Bangladesh. Elle est une ancienne membre du Jatiya Sangsad.

## Biographie
Ma Mya Ching est la belle-sœur d' Aung Shwe Prue Chowdhury et elle est la tante de Saching Prue Jerry,,. Elle a été élue membre du Jatiya Sangsad parmi les 30 sièges réservés aux femmes lors de la cinquième élection de Jatiya Sangsad. Elle a également été élue membre du Jatiya Sangsad lors de la sixième élection générale du Bangladesh.